# Eleição municipal de Macapá em 1996
A eleição municipal de Macapá em 1996 ocorreu em 3 de outubro do mesmo ano, para a eleição de um prefeito, um vice-prefeito e mais 17 vereadores. O prefeito era Papaléo Paes, do PSDB, que terminaria seu mandato em 1 de janeiro de 1997. Annibal Barcellos, do PFL, foi eleito prefeito de Macapá em turno único, e governou a cidade pelo período de 1º de janeiro de 1997 a 31 de dezembro de 2000.

## Candidatos(as)
|  | Nº | Candidato(a) a prefeito | Candidato(a) a prefeito                        | Candidato(a) a vice-prefeito | Candidato(a) a vice-prefeito                         | Coligação |
|  | -- | ----------------------- | ---------------------------------------------- | ---------------------------- | ---------------------------------------------------- | --- |
|  | 25 |                         | Annibal Barcellos (PFL) Annibal Barcellos      |                              | Não disponível                                       | não conhecido - Partido da Frente Liberal (PFL) - Partido Progressista Brasileiro (PPB) - Partido Verde (PV) - Partido Social Liberal (PSL) - Partido Social Trabalhista (PST) - Partido da Reconstrução Nacional (PRN) |
|  | 12 |                         | Waldez Góes (PDT) Antônio Waldez Góes da Silva |                              | Dalva Figueiredo(PT) Maria Dalva de Souza Figueiredo | não conhecido - Partido Democrático Trabalhista (PDT) - Partido Socialista Brasileiro (PSB) - Partido dos Trabalhadores (PT) - Partido Comunista do Brasil (PCdoB) - Partido Popular Socialista (PPS) - Partido da Mobilização Nacional (PMN) - Partido Comunista Brasileiro (PCB) - Partido Trabalhista do Brasil (PTdoB) |
|  | 45 |                         | Fátima Pelaes (PSDB) Fátima Lúcia Pelaes       |                              | Não disponível                                       | não conhecido - Partido da Social Democracia Brasileira (PSDB) - Partido do Movimento Democrático Brasileiro (PMDB) - Partido Social Democrático (PSD) - Partido Liberal (PL) |
|  | 14 |                         | Jonas Borges (PTB) Jonas Pinheiro Borges       |                              | Não disponível                                       | Partido não coligado - Partido Trabalhista Brasileiro (PTB) |
|  | 20 |                         | Telma Gameleira (PSC) Telma de Sousa Gameleira |                              | Não disponível                                       | não conhecido - Partido Social Cristão (PSC) - Partido de Reedificação da Ordem Nacional (PRONA) |

## Resultado da eleição
| 1º Turno 3 de outubro de 1996 | 1º Turno 3 de outubro de 1996 | 1º Turno 3 de outubro de 1996 | 1º Turno 3 de outubro de 1996 |
| Candidato(a)                  | Vice                          | Votação                       | Votação                       |
| Candidato(a)                  | Vice                          | Total                         | Porcentagem                   |
| ----------------------------- | ----------------------------- | ----------------------------- | ----------------------------- |
| Annibal Barcellos (PFL)       | Não disponível                | 39.991                        | 46,99%                        |
| Waldez Góes (PDT)             | Dalva Figueiredo(PT)          | 24.132                        | 28,36%                        |
| Fátima Pelaes (PSDB)          | Não disponível                | 8.756                         | 10,29%                        |
| Jonas Borges (PTB)            | Não disponível                | 6.888                         | 8,09%                         |
| Telma Gameleira (PSC)         | Não disponível                | 5.336                         | 6,27%                         |
| Total de votos válidos        | Total de votos válidos        | 85.103                        | 100,00%                       |
| Votos apurados                |                               |                               |                               |
| Votos válidos                 | Votos válidos                 | 85.103                        | 91,30%                        |
| Votos em branco               | Votos em branco               | 510                           | 0,55%                         |
| Votos nulos                   | Votos nulos                   | 7.598                         | 8,15%                         |
| Total de votos apurados       | Total de votos apurados       | 93.211                        | 100,00%                       |
| Eleitores                     |                               |                               |                               |
| Comparecimento                | Comparecimento                | 93.211                        | 89,61%                        |
| Abstenções                    | Abstenções                    | 10.803                        | 10,39%                        |
| Total de eleitores            | Total de eleitores            | 104.014                       | 100,00%                       |

## Vereadores eleitos
| Número | Vereadores                           | Partido | Votação | Percentual |
| ------ | ------------------------------------ | ------- | ------- | ---------- |
| 40666  | EVANDRO COSTA MILHOMEN               | PSB     | 1.199   | 1,409      |
| 14698  | ALCEU PAULO RAMOS FILHO              | PTB     | 1.023   | 1,202      |
| 22666  | HILDEMAR SOUZA DE AZEVEDO PICANCO    | PL      | 2.573   | 3,023      |
| 15620  | JORGE EVALDO EDINHO DUARTE PINHEIRO  | PMDB    | 1.386   | 1,629      |
| 11606  | ANTONIO VIEIRA SOBRAL                | PPB     | 1.141   | 1,341      |
| 45650  | BENERAN ULISSES DOS SANTOS           | PSDB    | 2.295   | 2,697      |
| 12613  | CAETANO DIAS THOMAZ FILHO            | PDT     | 988     | 1,161      |
| 15666  | ABELARDO DA SILVA VAZ                | PMDB    | 1.873   | 2,201      |
| 25613  | ALEXANDRE DOLABELA PEREIRA BARCELLOS | PFL     | 1.212   | 1,424      |
| 13613  | MANOEL OSVANIL BEZERRA BACELAR       | PT      | 1.050   | 1,234      |
| 41632  | MARIA DE LOURDES RODRIGUES DA SILVA  | PSD     | 1.579   | 1,855      |
| 25610  | MARIA HELENA BARBOSA GUERRA          | PFL     | 1.305   | 1,533      |
| 22633  | JORGE ALCINDO FURTADO ABDON          | PL      | 1.169   | 1,374      |
| 15696  | JURANDIL DOS SANTOS JUAREZ           | PMDB    | 1.277   | 1,501      |
| 45678  | CASSIANO FERREIRA MONTEIRO           | PSDB    | 846     | 0,994      |
| 25621  | ELIAS VALENTE SILVA                  | PFL     | 1.014   | 1,191      |
| 14699  | FRANCISCA FERREIRA FAVACHO           | PTB     | 1.694   | 1,991      |